# Garden City (Geòrgia)
Garden City és una població dels Estats Units a l'estat de Geòrgia. Segons el cens del 2000 tenia 11.289 habitants.

## Demografia
Segons el cens del 2000, Garden City tenia 11.289 habitants, 3.981 habitatges, i 2.663 famílies. La densitat de població era de 298,3 habitants/km².
Dels 3.981 habitatges en un 32,4% hi vivien nens de menys de 18 anys, en un 42,5% hi vivien parelles casades, en un 18% dones solteres, i en un 33,1% no eren unitats familiars. En el 26,5% dels habitatges hi vivien persones soles el 7,7% de les quals corresponia a persones de 65 anys o més que vivien soles. El nombre mitjà de persones vivint en cada habitatge era de 2,56 i el nombre mitjà de persones que vivien en cada família era de 3,05.
Per edats la població es repartia de la següent manera: un 23,7% tenia menys de 18 anys, un 12,4% entre 18 i 24, un 34,9% entre 25 i 44, un 19% de 45 a 60 i un 9,9% 65 anys o més.
L'edat mediana era de 33 anys. Per cada 100 dones de 18 o més anys hi havia 124,6 homes.
La renda mediana per habitatge era de 29.718 $ i la renda mediana per família de 31.664 $. Els homes tenien una renda mediana de 28.333 $ mentre que les dones 21.245 $. La renda per capita de la població era de 14.139 $. Entorn del 17,3% de les famílies i el 18,3% de la població estaven per davall del llindar de pobresa.

## Poblacions més properes
El següent diagrama mostra les poblacions més properes.